# Opération München
Front de l'Est (Seconde Guerre mondiale)
Batailles
Phase 1
- Brest-Litovsk
- Białystok–Minsk
- Pays baltes
- Raseiniai
- Brody
- Bessarabie et Bucovine du Nord
- Moguilev

Phase 2
- Smolensk
  - Roslavl-Novozybkov (en)
- Avance sur Léningrad

Phase 3
- Ouman
- Odessa
- 1re Kiev
- Tallinn
- Petrikovka (en)
- Ielnia
- Léningrad
- Mer d'Azov (en)

Phase 4
- 1re Kharkov
- Beowulf
- Donbass-Rostov (en)
- Briansk (en)
- 1re Crimée
  - Sébastopol
- Tikhvine
- 1re Rostov
- Gorki
- Moscou

- Constanța
- 26 juin 1941
- 9 juillet 1941
- München
- Odessa
- Crimée (1941)
- 6 décembre 1941
- Jibrieni
- Cap Burnas
- Kertch-Eltigen
- Crimée (1944)

- Raids soviétiques de surface
- Opérations navales roumaines

Campagnes sous-marines
- 1941
- 1942
- 1943
- 1944

L' opération München ( roumain : Operaţiunea München ) était le nom de code roumain d'une offensive conjointe germano-roumaine lors de l'invasion allemande de l'Union soviétique (Opération Barbarossa) pendant la Seconde Guerre mondiale, avec pour objectif principal de reprendre la Bessarabie, le nord de la Bucovine et la région de Hertza, cédée par la Roumanie à l'Union soviétique un an auparavant (Occupation soviétique de la Bessarabie et de la Bucovine du Nord). L'opération s'est terminée avec succès après 24 jours de combats. Les formations de l'Axe impliquées comprenaient les 3e Armée et 4e Armée roumaine et la 11e Armée allemande. L'invasion a été suivie d'un génocide contre la population juive de Bessarabie.
L'offensive a commencé le 2 juillet, les forces roumaines frappant le nord. Le 5 juillet, Tchernivtsi, la capitale du nord de la Bucovine, a été saisie par les 3e et 23e bataillons Vânători de Munte (en). Le 16 juillet, Chișinău, la capitale de la Bessarabie, a été prise après de violents combats par les forces roumaines dirigées par la 1re division blindée roumaine (Divizia 1 Blindată), équipée principalement de 126 chars légers Panzer R-2. Le 26 juillet, toute la région était sous contrôle roumano-allemand. Le 17 août, la Bessarabie et le nord de la Bucovine ont été officiellement réintégrés dans l'État roumain.

## Engagement naval
La formation navale roumaine impliquée dans l'opération, le groupe tactique Tulcea, a combattu plusieurs engagements navals contre la marine soviétique. Ces batailles ont entraîné l'endommagement de deux monitors soviétiques et de deux canonnières blindées, ainsi que le naufrage d'une autre canonnière blindée. Les deux canonnières soviétiques endommagées étaient le résultat d'une action précédant l'opération de plusieurs jours.
Action du 13 juillet :
Le 13 juillet, le monitor roumain Mihail Kogalniceanu a rencontré un monitor soviétique près du village de Copana Balca. Le monitor roumain a attaqué, marquant un coup direct contre son homologue soviétique. Le navire de guerre soviétique a riposté sans résultat avant de battre en retraite.
Action du 14 juillet :
Le 14 juillet, Mihail Kogalniceanu a attaqué le monitor soviétique Udarnyy à Ismaïl. Comme la veille, il a marqué un coup direct contre son ennemi soviétique, malgré les tirs féroces de ce dernier. Udarnyy a continué à tirer tout en se retirant, mais encore une fois, aucun dommage n'a été infligé au navire de guerre roumain. 
Action au large d'Isaccea :
À un moment donné pendant l'opération, des barges armées roumaines ont bombardé et coulé une canonnière blindée au large d'Isaccea.
En fin de compte, les pertes de la flottille soviétique du Danube se sont élevées à deux monitors fluviaux endommagés, cinq bateaux à moteur blindés coulés et un autre endommagé. Du 18 au 19 juillet, la flottille s'est retirée du delta du Danube. Ainsi, le 22 juillet, les Roumains ont occupé Reni, Ismaïl, Kilia et Vylkove. 

## Combat aérien
Le premier combat aérien soviéto-roumain a été mené par le sous-lieutenant Teodor Moscu de l'Escadrila 51. En survolant le sud de la Bessarabie, son Heinkel He 112 a été attaqué par une formation de cinq Polikarpov I-16. Le pilote roumain en abattit rapidement trois, faisant reculer les deux autres. Huit autres avions soviétiques ont été abattus au cours de cette bataille et 40 autres ont été mitraillés au sol, mais les Roumains ont perdu 11 de leurs propres avions sous les tirs au sol soviétiques. 
Le 12 juillet, en réponse à une puissante contre-offensive de l'Armée rouge, les Roumains ont rassemblé une flotte aérienne de 59 bombardiers (principalement de construction italienne et polonaise) escortés par 54 chasseurs (y compris des IAR-80 de fabrication roumaine.). Cette force mixte a balayé les Soviétiques du ciel avant de décimer les forces terrestres soviétiques (artillerie, troupes, transports et chars). 

## Conséquence
En fin de compte, la contre-offensive soviétique a été réduite à néant. Le 26 juillet, les Roumains avaient établi la suprématie aérienne sur la Bessarabie et le nord de la Bucovine. Ils ont effectué un total de 5.100 missions, réclamant 88 avions ennemis abattus en combat aérien et 108 détruits au sol pour le coût de 58 de leurs propres avions. 59 autres avions soviétiques ont été abattus par la flak roumaine.
Avec l'achèvement réussi de l'Opération Munchen, les objectifs de la Roumanie dans la guerre ont été atteints. Cependant, sur l'insistance de l'Allemagne, les troupes roumaines ont poursuivi les hostilités à l'est et ont assiégé Odessa en août. Plus tard (1941-44) ils ont pris part aux batailles pour la Crimée, le Caucase et Stalingrad.
En récupérant le nord de la Bucovine et la Bessarabie, les troupes roumaines ont perdu près de 22 000 hommes. Les Soviétiques en ont perdu près de 18.000. La Bessarabie a été reprise par l'Armée rouge en août 1944 à la suite de l'Opération Iasi-Chisinau (Offensive Jassy-Kishinev).

### Articles externes
- (ru) Flotte de la mer Noire
- (en) Romanian Armed Forces in the Second World War